# حسان بن نعمان غسانی
حسان بن نعمان، یکی از فرماندهان عرب خلافت اموی بود که در سال ۷۳ هجری به فرمان عبدالملک بن مروان عازم مغرب عربی شد و توانست دوباره سرزمین‌های از دست رفته را بازپس بگیرد.

## بازپس‌گیری مغرب عربی

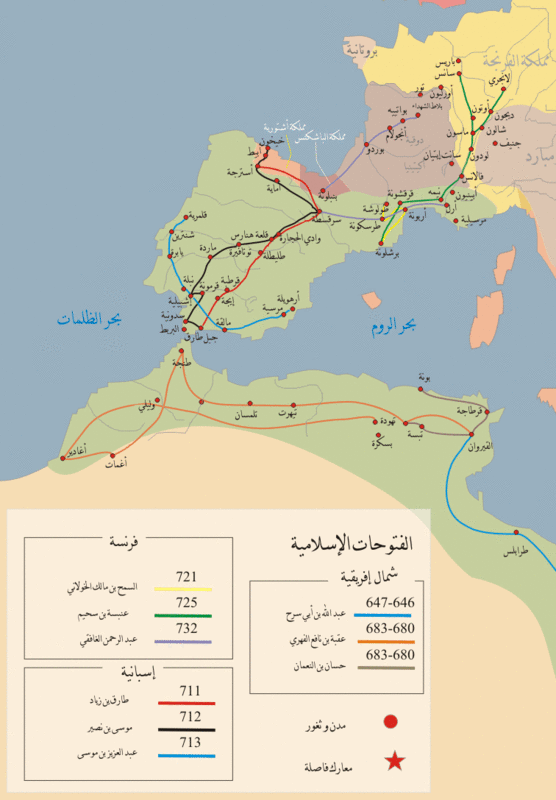
مسیر پیشروی مسلمین در شمال آفریقا و اندلس

بعداز سرکوب و کشته شدن عبدالله بن زبیر و پایان جنگ داخلی، عبدالملک بن مروان درصدد بازپس‌گیری مناطقی که رومیان فتح کرده بودند، بود بنابراین لشکری ۴۰ هزار نفری به فرماندهی حسان بن نعمان را عازم کرد. حسان ابتدا امارت افریقیه را سامان داد و بعد از آن عازم فتح مغرب عربی شد.
وی بعد از گذر از شهر برقه، عازم فتح قرطاجنه، پایتخت رومیان در افریقیه، شد که علت پایداری و استواری آن در مقابل مسلمانان، نزدیکی آن به دریا و سیسیل بود که باعث شده بود مسلمانان به فکر فتح آن نشوند. حسان این شهر را در محاصره گرفت و بعد از مدتی به شهر حمله کرد و موفق شد کنترل شهر را بدست بگیرد اما امپراتور روم سپاهی به سرداری یوحنا به منطقه فرستاد در همین حال نیز سپاهی از گوت‌ها نیز به یاری آن‌ها آمدند. حسان به ناچار مجبور به عقب‌نشینی به قیروان شد و منتظر نیروهای کمکی از سمت خلافت شد.
بعداز رسیدن نیروهای کمکی، حسان دوباره عازم قرطاجنه شد و توانست رومیان به شدت را منهزم سازد و کنترل شهر را بدست بگیرد و پس از آن راهی غرب شد تا نیروهای رومی به کلی منهدم و نابود سازد و کنترل مناطق غربی را بدست بگیرد.

## درگیری با بربرها
پس از پایان فتوحات و بازپس‌گیری مناطق، حسان به قیروان بازگشت تا امور امارت را انسجام بخشد. در همین حین بربرها که بعد از کشته شدن کسیله بن لمزم سرگردان شده بودند، به دور زنی به نام کاهنه در کوهستان اوراس جمع شدند و درصدد بازپس‌گیری مناطق بودند. حسان نیز از این ماجرا آگاه و به نبرد با بربرها رفت و در نزدیکی رود نینی جنگی بین دو طرف درگرفت که در این جنگ مسلمانان به شدت شکست خورده و حسان مجبور عقب‌نشینی به برقه شد. کاهنه همراه با نیروهای خود تا قابس پیش آمد و توانست بر بسیاری از شهرها و دژها به مدت ۵ سال مسلط شود. حسان که منتظر نیروهای کمکی بود، در برقه درنگ کرد تا سرانجام به همراه نیروهای کمکی عازم مناطق غربی شد (۷۹ هجری) ولی این‌بار کاهنه یارای مقابله با حسان را نداشت پس به روش زمین سوخته عمل کرد تا از سرعت نیروهای حسان بکاهد اما این روش‌ها کارساز نبود تا سرانجام حسان به مغرب الاقصی رسید و در کوه اوراس بار دیگر به نبرد با کاهنه پرداخت و این‌بار توانست آن‌ها شکست داده و کاهنه را به قتل برساند. بعد از آن، بربرها مجبور به قبول اسلام شدند و به لشکر حسان پیوستند.

## اقدامات وی

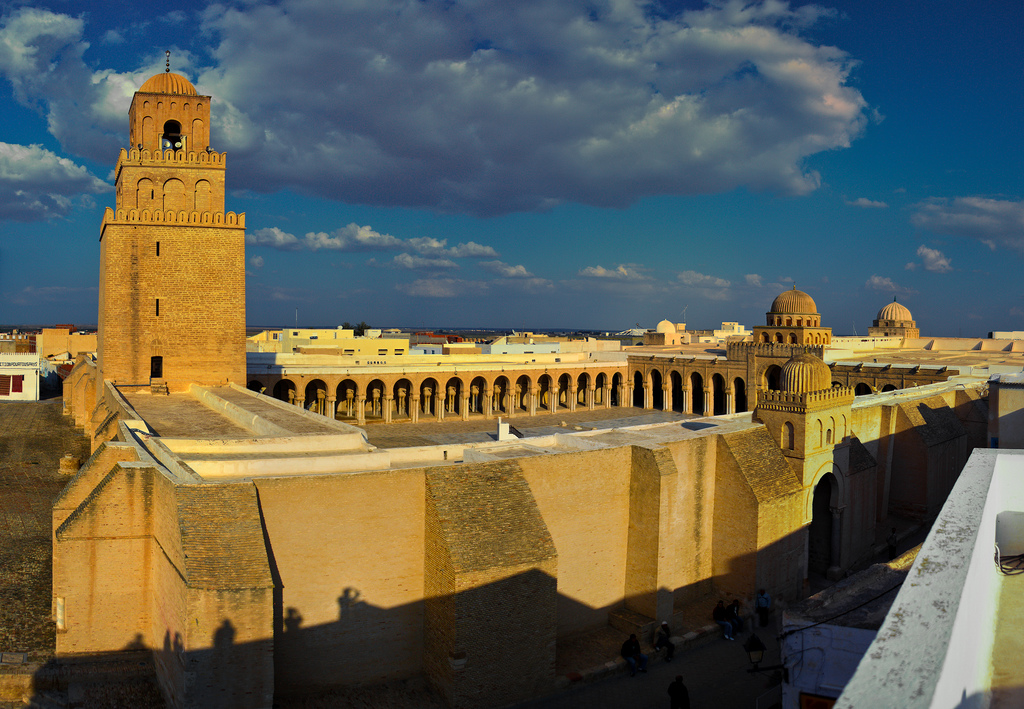
مسجد جامع قیروان که به فرمان حسان بن نعمان ساخته شد

پس از تأسیس دیوان‌ها، استوار کردن ثغور و مرزها و ضبط کردن امور خراج و جزیه در افریقیه، حسان به قیروان بازگشت و شهر را از نو بساخت و مسجد جامعی بنا نهاد.

## فرجام کار
حسان تا سال ۸۶ هجری بر منصب خود باقی ماند تا اینکه عبدالملک بن مروان مرد و پسرش ولید بن عبدالملک به خلافت رسید. وی پس از رسیدن به حکومت، عموی خود، عبدالله بن مروان را امارت مصر داد و حسان را نیز از امارت افریقیه عزل و به جای او موسی بن نصیر را امیر آنجا کرد (۸۹ هجری).